# Пестрецов, Николай Фёдорович
Никола́й Фёдорович Пестрецо́в (5 января 1944, Каспан — 14 июля 2017, Калининградская область) — прапорщик ВС СССР, попавший в южноафриканский плен во время гражданской войны в Анголе.

## Биография

### Ранние годы
Родился в 1944 году в посёлке Каспан (ныне Алматинская область, Казахстан). Один из семи детей в семье. Окончил СПТУ в Каспане, с 1964 года служил в ГДР (ГСВГ) водителем, затем проходил сверхсрочную службу как техник автороты. В 1968 году участвовал в операции «Дунай», в 1975 году был назначен командиром ремонтного взвода в 1-й гвардейской мотострелковой Пролетарской Московско-Минской дивизии. В декабре 1979 года отправился в Анголу, где занял должность военного советника.

### Битва при Онджива
В августе 1981 года 11-я ангольская пехотная бригада ФАПЛА несла службу в районе города Онджива рядом с границей с Намибией, советские специалисты недалеко строили мост через реку Кунене. При бригаде находились 12 военных советников, среди которых был прапорщик Пестрецов. 25 августа неожиданно по позициям бригады войсками ЮАР был открыт шквальный артиллерийский огонь прямой наводкой, также был нанесён бомбо-штурмовой удар с использованием самолётов и вертолётов. Южноафриканцы начали наступление на юге Анголы в рамках операции «Протея» для зачистки баз намибийских партизан на ангольской территории. В окружение попали 14 человек, в том числе 5 женщин — жён советников
В бригаду пришла шифровка от командующего 5-м военным округом, которая запрещала советским офицерам сдаваться живыми в плен, а самолёты ВВС ЮАР стали сбрасывать листовки, где ангольским солдатам за головы коммунистов и советских граждан обещали материальное вознаграждение. В первый день сражения Пестрецов был ранен в ногу, но продолжил командование. 27 августа после массированного артобстрела и авианалётов оборона бригады была сломана, и остатки стали пробиваться из окружения, бросив тяжёлую технику. По данным советских войск, в районе Онджива в тот день были сбиты четыре самолёта ВВС ЮАР. Комбриг Альфонсу Мария вместе со штабом прорвался из окружения: также оттуда вышли его советник подполковник Ф. А. Жибуржицкий, советник комбата майор А. К. Худоерко и переводчик лейтенант Л. Ф. Красов. Пестрецов приказал сжечь все машины автороты и прорываться из окружения: его люди разделились на две группы. Однако группа Пестрецова попала под обстрел вертолёта ЮАР: попадания зажигательных снарядов уничтожили все машины УАЗ, а затем группу окружили южноафриканцы. Разрыв мины контузил прапорщика.
В результате попытки прорыва погибли полковник Евгений Киреев и его жена Людмила (Лида), а также жена Николая Ядвига (Галина) и майор-политработник. По воспоминаниям Пестрецова, у женщин были отрублены пальцы с обручальными кольцами и вырваны серьги. В том же бою был убит ещё один военный советник, подполковник Иосиф Важник. В темноте Николай отправился на поиски оружия и нашёл стоянку вражеской трофейной команды, угнав БРДМ-2 и погрузив на броню тела жены и убитых товарищей, а также подобрав АКМ одного из погибших ангольцев. Когда закончилось горючее, он завернул тела в плащ-палатки, уложил в овражек и прикрыл травой. Тут же Пестрецов услышал приближение неизвестных и открыл огонь, после чего был взят в плен, потеряв сознание от удара по голове.

### В плену
Пестрецов был захвачен в плен с оружием в руках и доставлен в госпиталь на территории Намибии, согласно словам офицера 32-го батальона Кобуса Фентера, участвовавшего в штурме Ондживы. Оттуда он был переведён в тюрьму для дезертиров сухопутных войск ЮАР, а затем в камеру одиночного заключения в Кейптауне — при этом его постоянно перевозили то в Блумфонтейн, то в Дурбан, то ещё куда-то. В тюрьме он многократно подвергался допросам и пыткам, где от него требовали объяснений, почему он стрелял по южноафриканцам. Пестрецов на допросах отвечал, согласно его легенде, что является специалистом автозавода по сервисному обслуживанию техники и что ЮАР не объявляла войну Анголе, поэтому он как иностранный специалист не был обязан в течение суток покинуть страну, а нападение на его друзей и жену он расценил как акт агрессии, поэтому и открыл огонь. В разгар допроса Пестрецов переходил на оскорбления, за что подвергался ещё более жестоким избиениям. Напротив его камеры располагались помещения, где содержались приговорённые к смерти чернокожие активисты Африканского национального конгресса: их расстреливали, а трупы растворяли в кислоте.
Пестрецов стал обвиняемым в убийстве двух солдат армии ЮАР, судебное следствие вёл Военный трибунал ЮАР. Южноафриканская пресса, которая разместила его фотографию в камуфлированной форме ФАПЛА и тельняшке, утверждала, что Пестрецов был схвачен случайно. Но военнослужащий 2-го пехотного батальона ВС ЮАР Андре Пьетезе опровергал эти слухи и уверял, что командование подписало приказ захватывать в плен всех русских военных советников, обещая отличившимся солдатам медали и отпуска. Считается, что Пестрецов вёл огонь именно по бойцам 32-го диверсионного батальона специального назначения «Буффало» Армии ЮАР, которые и взяли его в плен. Тюремное начальство предупреждало Пестрецова, что ему грозит 100 лет каторги за совершённые деяния; срок предлагали «сократить» в два раза в связи с гибелью жены или требовали просить политического убежища и перехода на сторону действующих законных властей ЮАР, чтобы затем воевать против ангольцев. Пестрецов отказывался наотрез, за что подвергался сильному психологическому воздействию. Однако по словам того же Пьетезе, пленник был головной болью для сотрудников службы безопасности БОСС: он был бесполезен как источник информации, поскольку не знал никаких государственных тайн, судить его нельзя было без обнародования официальной информации о боевых действиях в Анголе, а убийство Пестрецова могло привести к тому, что «Брежневу придет в голову послать авианосцы к Кейптауну или парашютистов выбросить» — причиной тому было пребывание 30-й оперативной эскадры ВМФ СССР в портах Анголы.

### Процесс освобождения
27 августа маршал СССР С. Ф. Ахромеев, начальник ГРУ ГШ ВС СССР генерал П. И. Ивашутин и начальник 10-го главного управления ГШ ВС СССР генерал-полковник Н. А. Зотов получили сообщение о случившемся под Онджива: было доложено, что под Онджива атаке подверглась 11-я пехотная бригада, которая сражалась против 32-го батальона ЮАР и отрядов УНИТА, а судьба военных советников остаётся неизвестной. 2 сентября аппарат ГВС и ВАТ доложили маршалу Н. В. Огаркову, генералу П. И. Ивашутину и генерал-полковнику Н. А. Зотову об обстановке в провинции Кунене и действиях ангольской бригады, но отметили, что данных об 11-й бригаде нет совсем. 5 сентября пришла телеграмма о том, что погибли четверо человек (двое военных советников и две женщины), а прапорщик попал в плен. Поступило требование выяснить судьбу всего состава бригады, и 13 сентября поступила шифротелеграмма в адрес ГВС: в тот день была отбита Онджива и подтверждено, что из пропавших без вести выжили и избежали плена майор А. Ф. Сытенко с женой, майор Ю. Д. Егоров с женой, майор Познахирко и жена майора Худоерко. К освобождению Пестрецова подключились все советские службы: посольство СССР в Луанде, Генштаб, МИД СССР, КГБ и ГРУ, а также советская делегация в ООН. Оптимальным выбором стал всё-таки Красный Крест. Попытки намибийских партизан захватить кого-то из высокопоставленных офицеров армии ЮАР с целью дальнейшего обмена оказались безуспешными.
В один из дней своего заключения Пестрецов встретился с представителем Красного Креста неким Муравьёвым, который предложил Николаю написать письмо матери. В декабре 1981 года пришёл ответ, и Красный Крест добился изменения условий содержания Пестрецова под стражей. Считается, что о пленнике власти СССР и Красный Крест узнали от агентуры Африканского национального конгресса: некий чернокожий, который работал электриком и менял перегоревшие лампочки в камерах, услышал от Николая слова, что пленник — гражданин СССР. Однако подтверждается, что советские спецслужбы установили контакт с южноафриканскими, невзирая на изоляцию ЮАР от внешнего мира за политику апартеида: так, в августе 1984 года на секретной встрече в Вене были представители советского МИДа во главе с Чрезвычайным и полномочным послом СССР С. Я. Синицыным и глава Национальной разведывательной службы ЮАР генерал-майор Нейл Бернард.
За время заключения Пестрецов подружился с охранником американского происхождения Дени, который служил во Вьетнаме и Родезии, а самому пленнику принёс русско-английский словарь, с помощью которого оба изъяснялись друг с другом. Дени приносил Пестрецову сигареты и виски, а однажды предложил собрать 1000 долларов для организации побега с помощью вертолёта, но у Николая таких денег не было. На седьмой месяц плена он объявил голодовку, которая длилась 18 дней: за время голодовки он потерял 32 кг. Представитель Красного Креста осудил поступок Николая, а охранники возобновили пытки, начав вкалывать ему наркотические средства. По словам Пестрецова, его пытали прямые потомки выходцев из Третьего Рейха. В октябре 1982 года ему предложили дать письменное согласие на захоронение жены и трёх соотечественников, чьи трупы хранились в забальзамированном состоянии в морге Йоханнесбурга, но он отказался наотрез. Через год «кандидатами» для обмена Пестрецова стали военнослужащие подразделения Сил специального назначения ЮАР «Recces», отряд которого был перебит на юге Анголы, а четыре трупа коммандос были доставлены в морг Луанды вместе со снаряжением.
Суд над Пестрецовым в итоге так и не состоялся, несмотря на ошибочные сообщения прессы о том, что заочно он был приговорён к 100 годам каторги. 20 ноября 1982 года, после 15 месяцев плена, в аэропорту Лусаки (Замбия) приземлились два самолёта с Пестрецовым, кубинцем Франсиско и четырьмя гробами его боевых товарищей. Их обменяли на двух пленных лётчиков ВВС ЮАР (по другим данным — на одного), четыре тела погибших солдат подразделения «Recces» и двух американских наёмников ФНЛА (Густаво Грильо, Гэри Акер), осуждённых на процессе в Луанде 1976 года.

### После освобождения
Пестрецов по возвращении в Москву служил дальше в Московско-Минской Пролетарской дивизии, ему засчитали год службы и плена за три, но не наградили ничем, а также отказали в просьбе направить его в Афганистан. Позже он получил компенсацию в виде 61 южноафриканского рэнда от имени капитана Пауэлла, начальника тюрьмы, и даже приглашение в ЮАР, но вежливо отказался. После разговоров с начальством получил ордер на четырёхкомнатную квартиру.
После 27 лет службы прапорщик Пестрецов уволился в запас. По состоянию на 2001 год проживал в Калининградской области на хуторе, занимался сельским хозяйством. После возвращения в СССР женился. Дети: Виктор, Валерий, Алексей, Наталья, Надежда.
Скончался 14 июля 2017 года.